# Katrin Höngesberg
Katrin „Katja“ Höngesberg (* 19. Januar 1921 in Essen; † 3. August 2009 in Bonn) war eine deutsche Zeichnerin, Malerin, Illustratorin und Schriftstellerin.

## Leben

### Herkunft, Ausbildung und Privatleben
Sie kam in Essen zur Welt und absolvierte in ihrer Geburtsstadt zunächst eine Ausbildung zur Verkäuferin beim Textilkaufhaus Cramer & Meermann. Später studierte sie an der Folkwang-Schule. Während des Zweiten Weltkrieges wurde ihr Atelier in der Innenstadt 1943 während eines Flächenbombardements zerstört. Daraufhin zog sie kurzzeitig nach Berlin. Zwischen 1944 und 1960 lebte sie anschließend zusammen mit ihrer Mutter in Blomberg im Osten Nordrhein-Westfalens, ehe sie sich in Bonn niederließ.

### Künstlerisches Schaffen
Heutzutage ist Höngesberg vor allem für die zahlreichen Kinderbücher bekannt, die sie sowohl schrieb als auch illustrierte. Dabei erinnern ihre frühen Bücher im Stil – Natur in vermenschlichter Gestalt, kunstvolle Pflanzendarstellungen, Wichtel im Einklang mit der Natur – an jene Sibylle von Olfers’, die späteren eher an den kindlich-naiven Stil Ida Bohattas. Ihr Werk ist jedoch wesentlich umfangreicher. Zeitlebens entwarf sie beispielsweise Märchenmotive, Blumenaquarelle, Adventskalender, Modezeichnungen und Kinderspiele. Ihren Durchbruch als Zeichnerin erlebte sie während ihre kurzen Aufenthaltes in Berlin mit einem Plakat für ein Märchentheater. Später gestaltete sie unter anderem im Blomberger Rathaus eine Wand direkt hinter der Eingangstür mit einem Kunstschrifttext zur Stadtgeschichte. Darüber hinaus schuf sie im vierten Stockwerk der Klinik und Poliklinik für Mund-, Zahn- und Kieferkrankheiten des Universitätsklinikums Bonn Wandbilder mit Märchenmotiven. Durch Aufträge aus der Wirtschaft konnte sie ihre Existenz sichern – so war sie ab etwa 1950 häufig für die Dr. Oetker GmbH tätig.
Unter anderem hatte sie 1947 in Blomberg, 1949 in Horn-Bad Meinberg und 1950 in Bad Salzuflen Ausstellungen.

## Erinnerung
Nachdem Höngesberg künstlerisch lange in Vergessenheit geraten war, riefen sie in den 2010er Jahren mehrere Ausstellungen in der Region Ostwestfalen-Lippe zurück ins Gedächtnis. Zwischen dem 17. März und dem 5. Mai 2013 wurde sie im Rahmen der Ausstellung „Lippische Künstlerinnen in der ersten Hälfte des 20. Jahrhunderts“ – verbunden mit einem Forschungsprojekt der Fachstelle Geschichte des Lippischen Heimatbundes – im Hexenbürgermeisterhaus in Lemgo porträtiert. Die Stadtbücherei Blomberg zeigte vom 26. Mai bis 5. Juli 2013 eine Werkschau zu Höngesberg und präsentierte dabei knapp 50 Bilder, die meisten aus Privatbesitz. Zwischen dem 22. April und dem 17. Juni 2018 organisierte schließlich die Städtische Galerie in Schieder-Schwalenberg die Ausstellung „Starke Frauen in der Kunst – Künstlerinnen im Aufbruch zur Moderne“. Ausgewählt wurden 19 Künstlerinnen, die im späten 19. und in der ersten Hälfte des 20. Jahrhunderts in Ostwestfalen-Lippe lebten und wirkten, darunter auch Höngesberg.

## Publikationen (Auswahl)
Bücher (Illustrationen und Text)
- Katrin Höngesberg: Schrumpel und Schrumpelinchen. Josef Scholz-Mainz Verlag, Wiesbaden, 1948.
- Katrin Höngesberg: Die Rätseltruhe. Josef Scholz-Mainz Verlag, Wiesbaden, 1948.
- Katrin Höngesberg: Der Rabe und Zwerg Hutzelbein. Josef Scholz-Mainz Verlag, Wiesbaden, 1950.
- Katrin Höngesberg: Die Kräutermännchen. Verlag Ars Sacra Josef Müller, München, 1953.
- Katrin Höngesberg: Das Spielzeugpferdchen. Verlag Ars Sacra Josef Müller, München, 1979.
- Katrin Höngesberg: So leben sie im Puppenland. Verlag Ars Sacra Josef Müller, München, 1979.
- Katrin Höngesberg: Wie die Zwerge kochen und nähen lernen. Verlag Ars Sacra Josef Müller, München, 1980, ISBN 978-3-760-76198-5.
- Katrin Höngesberg: Die kleinen Patienten. arsEdition, München, 1981, ISBN 978-3-760-76205-0.

Bücher (nur Illustrationen)
- Ines Angelika Mosig: Der verlorene Pantoffel. Josef Scholz-Mainz Verlag, Wiesbaden, 1946.
- Constance B. Ripman: David Dragonfly. Ernst Klett Verlag, Stuttgart, 1950.
- Constance B. Ripman: Andrew and Archie Ant. Ernst Klett Verlag, Stuttgart, 1950.
- Armin Ehrlich Erdmann: Kommt mit ins Spielzeugland (zu Spielwaren Dauth, Tübingen). Um 1955.
- Cilly Schmitt-Teichmann: Rädchen, dreh dich! Josef Scholz-Mainz Verlag, Wiesbaden, 1961.
- Hanns Trenkenbolz: Hamster-Geschichten. Verlag Ars Sacra Josef Müller, München, 1977, ISBN 978-3-760-76177-0.
- Hanns Trenkenbolz: Weihnacht im Zwergenland. Verlag Ars Sacra Josef Müller, München, 1977, ISBN 978-3-760-76178-7.

Spiele
- Katrin Höngesberg: Hutzli-Putz. Die Reise ins Abenteuer. Schmidt Spiele, München, um 1950.
- Katrin Höngesberg: Schnipp Schnapp. Vereinigte Altenburger und Stralsunder Spielkartenfabriken, Stuttgart, um 1950.
- Katrin Höngesberg: Wichtelmännchen Ein mal eins. Schmidt Spiele, München, um 1951.